# Colgar duxor
Colgar duxor är en insektsart som beskrevs av Medler 2000. Colgar duxor ingår i släktet Colgar och familjen Flatidae. Inga underarter finns listade i Catalogue of Life.